# Girin-myeon
Girin-myeon (koreanska: 기린면) är en socken i kommunen Inje-gun i provinsen Gangwon i den norra delen av Sydkorea, 125 km nordost om huvudstaden Seoul.